# Flora e Zefiro
Flora e Zefiro (Flore et Zéphyr) è un quadro realizzato dal pittore francese William-Adolphe Bouguereau nel 1875. Questo tondo di 185 centimetri di diametro è un olio su tela nello stile accademico dell'artista. Esposta al Salone del 1875, oggi l'opera è conservata al museo delle Belle Arti di Mulhouse.

## Descrizione
Questo dipinto a tema mitologico ritrae Zefiro, il dio del vento occidentale, mentre bacia Flora, la dea romana dei fiori e della primavera, nota ai greci come Clori. La fanciulla è seduta su un prato ricoperto d'erba, a petto nudo, e attorno a lei sono sparse delle rose. Zefiro è in piedi, ha delle ali da farfalla ed è completamente ignudo, eccetto per un panno svolazzante blu che nasconde la zona pubica alla vista dello spettatore. Il dio sembra essere appena giunto sul posto, come dimostra il piede sinistro ancora in aria, eppure sta già abbracciando la sua amata, che si abbandona alle sue carezze. L'opera è stata paragonata da un critico all'Amore e Psiche che l'artista neoclassico François Gérard aveva dipinto alla fine del secolo precedente.

## Nella cultura di massa
Nel 2009, l'opera venne parodiata dall'artista italiano Filippo Panseca, che sostituì le due figure con l'allora primo ministro Silvio Berlusconi e la ministra per le pari opportunità Mara Carfagna. Invece delle ali delicate da farfalla, la figura maschile venne ritratta con delle ali enormi da gufo, e il suo corpo da magro divenne tozzo. A parte la testa, l'aspetto della figura femminile non venne cambiato.